# Антарктична філателія
Антарктична філателія — колекціонування знаків поштової оплати, поштових відправлень географічної зони Землі на південь від 60 ° пд. ш., де знаходиться материк Антарктида і низка прилеглих до нього островів.

## Території
23 червня 1961 року став чинним Договір про Антарктику. Відповідно до нього всі землі на південь від 60 ° пд. ш. демілітаризовані і без'ядерні й не можуть належати жодній державі. Вони випускають для місцевої діяльності спеціальні знаки поштової оплати. До цих країн належать:
- Південна Джорджія і Південні Сандвічеві Острови (спірні британсько-аргентинські)
- острів Буве  (норвезький)
- острови Принца Едварда (ПАР)
- острови Крозе  (французькі)
- острів Кергелен (французький)
- острови Сен-Поль
- Амстердам (острів, Індійський океан)  (французькі)
- острови Герд і Макдональд (австралійські)
- острів Маккуорі  (австралійський)
- Оклендські острови  (новозеландські)
- острови Кемпбелл  (новозеландські) .

Частиною приантарктичних зон вважають
- острови Тристан-да-Кунья (британські)
- острів Гоф (британський)
- Фолклендські (Мальвінські) острови.

## Антарктична філателія Великої Британії
Велика Британія випускає окремі поштові марки для антарктичних територій з 1963 року. Перша серія була приурочена освоєнню Антарктиди і представляла різні види діяльності на материку. Вона складалася з марок 15 номіналів від пенні до одного фунта стерлінгів. Супроводжувалася портретом королеви Єлизавети II. У 1960-і роки випуски поштових марок носили спорадичний характер. А з 1970-х років Велика Британія стала випускати на антарктичну тематику по 10-20 марок щорічно, а кожні кілька років — великі серії, тематика яких стосується Антарктиди і Південного океану.Так у 1973  темою поштових марок були  полярні дослідники, в 1984 — підводні мікроорганізми, в 1990 — копалини тварини Антарктики, в 1993 — науково -дослідний флот тощо.

## Австралійські антарктичні марки
Австралія претендує на свій сектор Антарктиди з 1933 року. Першою маркою, яка була випущена спеціально для цієї території, стала двошилінгова синя марка із зображенням дослідників і карти Антарктики. Вона вперше вийшла в обіг в Австралії 27 березня 1957 року, а в Антарктиці — 11 січня 1957 року. До початку 1990-х років Австралія випускала марки на тему Антарктики щорічно. До 2002 року було випущено 118 марок. Всі марки дійсні для оплати поштових послуг і в самій Австралії.

## Сектор Нова Зеландія
З 1923 року Нова Зеландія офіційно претендує на Землю Росса. З 1957 року новозеландська пошта випускає спеціальні поштові марки з написом  «Ross Dependency»  ( «Територія Росса» )  для використання в антарктичних експедиціях і на науково-дослідних станціях Нової Зеландії. Були випуски 1957 1967 1972 і 1982 років.   Всього з 1957 по 1987 рік було випущено двадцять марок. У 1988 році відділення зв'язку на новозеландській антарктичної базі «Скотт» було закрито.

## Антарктична філателія Норвегії
Норвегія випустила поштову марку, яка демонструвала територіальні претензії на антарктичні землі, лише один раз за всю історію - у  1957 році. То була   серія поштових марок, присвяченої Міжнародному геофізичному року (1957-1958). А взагалі карта Антарктики на норвезьких марках є чистою.
У норвезькому законодавстві залежний статус Острова Петра I і острова Буве закріплений у 1957 році.
Серед авіапоштових марок Норвегії є серія поштових марок, присвячена Норвезькій антарктичної експедиції Руаля Амундсена.

## Аргентинський сектор
На марках Аргентини періодично з'являлися нагадування про «Аргентинську Антарктиду». Перший і єдиний випуск з чистою карткою континенту з'явився в 1971 році.
Філателісти з початку 1930-х років збирають марки на тему арктичних досліджень, багато з цих марок стали раритетами.
Емісія антарктичних поштових марок має символічний характер.
Антарктична філателія є найбільш затребованою в колекціонерів, тому випуск марок на полярну тематику є комерційною справою.